# L’Homme. Europäische Zeitschrift für Feministische Geschichtswissenschaft
L’Homme. Europäische Zeitschrift für Feministische Geschichtswissenschaft (auch L’Homme Z.F.G., kurz L’Homme) ist eine in Österreich und Deutschland erscheinende wissenschaftliche Fachzeitschrift mit dem Themenschwerpunkt Frauen- und Geschlechtergeschichte. Sie gilt als erste deutschsprachige Zeitschrift für feministische Geschichtswissenschaft.

## Geschichte
Die Zeitschrift wurde 1990 unter dem Titel L’Homme. Zeitschrift für feministische Geschichtswissenschaft gegründet, wobei die Vorüberlegungen bis 1987 zurückreichten. Initiatorin und Mitbegründerin war die 2011 verstorbene Wiener Historikerin Edith Saurer, die bis zu ihrem Tod zu den Herausgeberinnen gehörte. Sie sah den Bedarf für eine Zeitschrift für die noch junge Frauen- und Geschlechtergeschichte. Gemeinsam mit sieben anderen Wissenschaftlerinnen aus Geschichtswissenschaft, Philosophie und Politikwissenschaft (Erna Appelt, Birgit Bolognese-Leuchtenmüller, Heide Dienst, Christa Hämmerle, Waltraud Heindl, Brigitte Mazohl-Wallnig, Herta Nagl) erarbeitete sie ab 1989 das Konzept.
Der Titel der Zeitschrift (L’Homme), mit dem Mann / Mensch mit Feminismus verknüpft wurde, war als ironischer Verweis auf die notwendige Korrektur von Theorie und Praxis der Geschichtswissenschaft gedacht. Das für die Zeitschrift gewählte Logo sollte dies noch verdeutlichen. Es zeigt Leonardo da Vincis Skizze des vitruvianischen Menschen, allerdings ohne den Mann/Mensch.
L’Homme war Teil einer „Zeitschriftengründungswelle“ in den frühen 1990er Jahren, darunter andere Zeitschriften der feministischen Geschichtswissenschaft wie Gender and History (1989), Metis. Zeitschrift für historische Frauenforschung und feministische Praxis (1992), Women’s History (1992), The European Journal of Women’s Studies (1994) und Clio. Histoire, Femme et Sociétés (1995).
1995 wurde der bis dahin rein österreichische Kreis der Herausgeberinnen erweitert, in dem Herausgeberinnen aus Deutschland und der Schweiz (u. a. Ute Gerhard, Karin Hausen, Claudia Ulbrich) hinzukamen.
Seit 1995 wird zusätzlich die Buchreiche L’Homme Schriften herausgegeben. Von 2003 bis 2015 erschien auch die Quelleneditionsreihe L’Homme Archiv, in der z. B. Tagebücher und Lebenserinnerungen veröffentlicht wurden.
Mehrere Jahre später wurde neben der Begutachtung durch die Herausgeberinnen ein Peer-Review-Verfahren eingeführt.
Nach einer intensiven Debatte wurde der Untertitel der Zeitschrift 2005 auf „Europäische Zeitschrift für Feministische Geschichtswissenschaft“ geändert, was – wie im Editorial erläutert wurde – „die europäische/transnationale Verortung der Herausgeberinnen“ zum Ausdruck bringe, „nicht jedoch eine geographische Einschränkung des Forschungsfeldes, dessen Offenheit allen ein Anliegen ist“.
Die Zeitschrift finanziert sich durch Förderungen der öffentlichen Hand, vor allem in Österreich. L’Homme war Teil der von 2006 bis 2011 bestehenden Forschungsplattform „Neuverortung der Frauen- und Geschlechtergeschichte im veränderten europäischen Kontext“ der Universität Wien. Durch das Auslaufen der Finanzierung der Forschungsplattform sahen ihre Mitglieder den Bestand der Zeitschrift L’Homme sowie des von Edith Saurer 1990 ins Leben gerufenen Archivs „Sammlung Frauennachlässe“ akut gefährdet und initiierten im Frühjahr 2012 eine an die Universität Wien und das Bundesministerium für Wissenschaft und Forschung in Österreich gerichtete (nichtoffizielle) Online-Petition zu ihrem Erhalt. Dies ist (vorerst) gelungen; so konnte L’Homme 2014 das 25-jährige Jubiläum feiern.

## Themengebiete
L’Homme versteht sich als Schnittstelle verschiedener Sprach- und Wissenschaftskulturen. In Themenheften werden jeweils aktuelle Forschungsprobleme und Forschungsergebnisse der Frauen- und Geschlechtergeschichte vom Mittelalter bis in die jüngste Vergangenheit, gelegentlich auch aus der Antike, erörtert. Zu den Themen vergangener Ausgaben gehören unter anderem Körper, Heimarbeit, Citizenship, Glück, Soldaten,  Weißsein, Alter(n), Dienstbotinnen, der Komplex Gender & 1968, Globalgeschichte, Romantische Liebe, Visuelle Kulturen sowie zuletzt Ökonomien und "Nach 1989". Neben den Themenbeiträgen werden offene Beiträge, Forschungsüberblicke, Interviews, Kommentare und Rezensionen veröffentlicht.
Die Originalbeiträge erscheinen auf Deutsch und teils auch in englischer Sprache. Hinzu kommen Übersetzungen aus anderen europäischen Sprachen (z. B. Französisch, Italienisch, Polnisch).

## Herausgeberteam
Die Mitglieder des internationalen Herausgeberinnen-Gremiums leben aktuell in Deutschland, Frankreich, den Niederlanden, Österreich, Polen, Bulgarien, der Schweiz und Norwegen. Sitz der Redaktion (Michaela Hafner) von L’Homme ist am Institut für Geschichte der Universität Wien, geleitet von Christa Hämmerle.
Unter den ehemaligen Herausgeberinnen von L’Homme finden sich neben der Gründerin Edith Saurer auch Ute Gerhard (2/1995 – 1/2012), Karin Hausen (2/1995 – 1/2012), Hanna Hacker (2/1991 – 1/2012) und Herta Nagl-Docekal (1/1990 – 1/2004).